# 褚不華
褚不华（？—1356年），字君实，元朝隰州石楼（今山西省石楼县）人。
褚不华沉默有器量。泰定初年，补任中瑞司译史，授海道副千户，转任嘉兴路治中，连任南台、西台监察御史，升任河西道廉访佥事，移任淮东道廉访佥事。不久，升为副使。汝州、颍州红巾军起事，气势盛大。褚不华至淮安巡视，极力谋划守御。红巾至，多被他斩获。于是请知枢密院老章、判官刘甲守韩信城，成掎角之势作为声援。又上奏章，弹劾总兵及诸将逃避观望之罪。朝廷录其功，升为廉访使，阶中奉大夫。刘甲有智勇，与红巾交战获胜，红巾称他为刘铁头，褚不华很依靠他。总兵听说褚不华弹劾自己，更加嫉恨，于是令刘甲另率兵击红巾，希望让褚不华陷入困境。刘甲离开，韩信城陷，红巾掘堑相连，竖立水寨以围官军。天长青军兵变，普颜帖木尔所统黄军也兵变，红巾挟持来攻淮安。褚不华知事危急，退入哈剌章营中。红巾稍稍退去，于是出城，抵杨村桥，遭遇红巾，杀死廉访副使不达失里，吃他的尸体。褚不华率领剩下的兵入淮安。当时城之东、西、南三面都是红巾军，只有北门通沭阳，中间隔着赤鲤湖，指挥使魏岳、杨暹驻兵沭阳，淮安靠他供应粮饷，赤鲤湖被红巾军占据，沭阳之路又绝。红巾认为孤城可取，将栅垒推进到南琐桥。褚不华与元帅张存义出大西门，正好佥事忽都不花率兵突击敌栅，殊死作战，红巾败走，追击二十余里。城中粮食将绝，元帅吴德琇运粮万斛入河，最后被红巾所掠，吴德琇仅以身免。红巾军与青军围攻日急，总兵屯驻下邳，相距五百里，按兵不出，前后遣使十九人告急，都不理会。城中人饿的倒在路上，就被扛走吃掉，一切草木、螺蛤、鱼蛙、燕乌，以及靴皮、鞍韂、皮箱、废弓之筋弦都被吃尽，而后父子、夫妇老幼相互交换为食，拆屋作为柴草，人多露宿于外，坊巷多生荆棘。至正十六年（1356年）十月乙丑，力尽，城陷，褚不华还在西门力战，受伤被俘，为红巾剁成肉酱。次子褚伴哥，冒着刀刃保护他，也被杀。
褚不华守淮安五年，一共数十上百战斗，精忠大节，人比他为张巡。朝廷听说，追赠翰林学士承旨、荣禄大夫、柱国，追封卫国公，谥忠肃，赙钞二百锭，抚恤其家人。